# The Mad
The Mad ist eine kanadisch/US-amerikanische Horror-Komödie des Regisseurs John Kalangis aus dem Jahr 2007.

## Handlung
Der apathische Landwirt Arlen Sutter bewirtschaftet gemeinsam mit seinem Sohn Johnny die Creekside Rinderfarm. Eines Tages bricht auf dem Hof eine Seuche aus, die die Tiere unverkäuflich werden lässt. Die Regierung setzt den Betrieb daraufhin unter Quarantäne, was die Sutters an den Rand des wirtschaftlichen Ruins bringt. Um den drohenden Konkurs abzuwenden, beschaffen sie sich über dubiose Kanäle die Substanz Genrem, einen Cocktail aus Antibiotika und diversen Hormonen. Diese gelbliche Flüssigkeit, die den Tieren mit dem Futter verabreicht wird, heilt schließlich die infizierten Rinder, so dass man bei ihnen den Seuchenerreger nicht mehr nachweisen kann – allerdings mit einer erheblichen Nebenwirkung: Das Vieh bzw. deren Fleisch machen die Konsumenten äußerst aggressiv.
Der nichtsahnende Arlen verkauft sein als Bio-Fleisch angepriesenes Rindfleisch in den umliegenden, ländlichen Gemeinden. Der Afroamerikaner Charlie, der gemeinsam mit seiner Stieftochter Steve ein Gasthaus betreibt, bezieht ebenfalls das Fleisch von der örtlichen Creekside Farm. Sein Restaurant ist ein beliebter Anlaufpunkt vieler Touristen.
Doktor Jason Hunt macht hier gemeinsam mit seiner Lebensgefährtin Monica, seiner Tochter Amy und deren Freund Blake einen Zwischenhalt auf dem Weg zu ihrem Feriendomizil. In Charlies ländlichem Gasthof verbringen sie einen gemütlichen Abend, der auch ein gemeinsames Essen einschließt, als sie urplötzlich von den anwesenden Gästen, die zuvor aus den kranken Rindern produziertes Hackfleisch aßen, attackiert werden. Die Angreifer verwandelten sich durch den Genuss des Fleisches in menschenfressende Zombies. Jason kämpft mit seinen Angehörigen ums nackte Überleben. Blake und Monica werden infiziert. Die Zahl der Lebenden dezimiert sich weiter, als Restaurantbesitzer Charlie und Stieftochter Steve ebenfalls das Zeitliche segnen. Jason und Amy fliehen daraufhin vom Schauplatz des Massakers zur Creekside Farm, um die Umstände der Zombieepidemie zu ergründen.
Von den Sutters werden sie wider Erwarten feindlich empfangen. Die beiden Rinderfarmer versuchen, die unerwünschten Gäste loszuwerden, doch diese erwehren sich erfolgreich der Angriffe der beiden Männer. Es gelingt Jason und Amy, die beiden debilen Rinderfarmer zu töten. Am Ende des Films wird sämtliches im Umlauf befindliches Fleisch von der Regierung eingezogen und das gesamte Areal vorübergehend isoliert. Jason und Amy entfernen sich mit einem infizierten Regierungsbeamten vom Ausgangspunkt der Zombieepidemie, der Creekside Farm.

## Kritiken
Blickpunkt:Film schrieb, der Film sei „konsumkritischer Splatter-Slapstick von Format.“
Die Filmzeitschrift VideoWoche lobte die überdurchschnittliche Zombie-Produktionen aufgrund seiner „starken Besetzung, ausgearbeiteten Charakteren, der soliden Ausstattung und einer Vielzahl origineller Einfälle.“ Der Film sei „schwarzer Humor und Splatter-Slapstick für Horrorfreaks und Spaßvögel mit guten Nerven.“